# Phare de Gull Island

Le phare de Gull Island (en anglais : Gull Island Light), est un phare du lac Supérieur situé à  Gull Island, l'une des îles des Apôtres dans le comté d'Ashland, Wisconsin.

## Historique

### Visite des îles
La plupart des îles des Apôtres sont actuellement détenues par le National Park Service et font partie de l'Apostle Islands National Lakeshore. Elles peuvent être atteints par le bateau-taxi Apostle Islands Cruise Service  ou par bateau privé pendant l'été. Pendant la célébration annuelle des phares des îles des Apôtres , un service de traversée en ferry est disponible pour tous les phares. Pendant la saison touristique, des gardes forestiers bénévoles sont sur de nombreuses îles pour accueillir les visiteurs.

## Description
Le phare  est une tour pyramidale noire à claire-voie  de 15 m de haut, avec galerie et lanterne. Il émet, à une hauteur focale de 17 m, une lumière blanche par période de 10 secondes. Sa portée est de 7 milles nautiques (environ 13 km). 
Identifiant : ARLHS : USA-1065 ; USCG :  7-15260 .

### Lien connexe
- Liste des phares du Wisconsin